# 498 (số)
498 (bốn trăm chín mươi tám) là một số tự nhiên ngay sau 497 và ngay trước 499.